# Hardenburg
De Hardenburg is een burchtruïne op ongeveer 3 kilometer ten noorden van de stad Bad Dürkheim in Rijnland-Palts. Het stadsdeel waar de burcht ligt heet ook Hardenburg. De burcht ligt op een 200 meter lange rug boven het dal van de Isenach, een zijriviertje van de Rijn.
Door het plaatsje Hardenberg en op slechts een paar honderd meter van de kasteelruïne loopt de Bundesstraße 37 (west <-> oost) langs de Isenach. Het kasteel en het dorp zijn vanuit Bad Dürkheim per streekbus bereikbaar.

## Geschiedenis

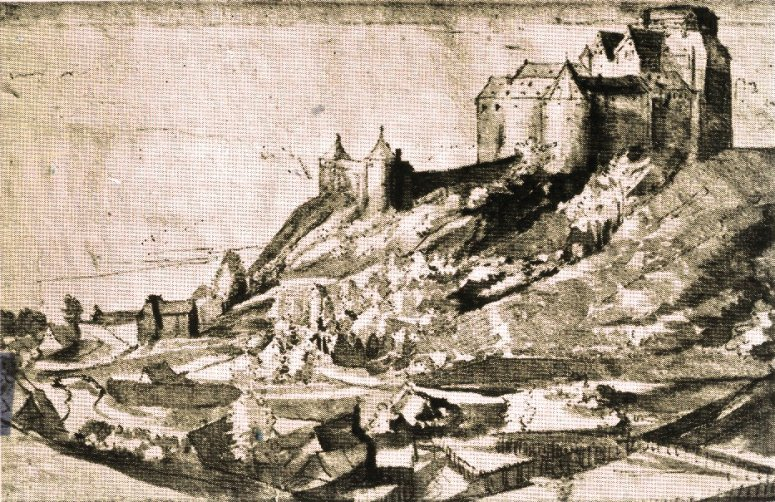
Kasteel Hardenburg omstreeks 1580 (tekening door anoniem kunstenaar)

De Hardenburg werd tussen 1205 en 1214 door de graven van Leiningen gebouwd op grond die eigenlijk bij het nabijgelegen Klooster Limburg hoorde. Bij erfdelingen kwam de burcht in 1237 in handen van het Graafschap Dagsburg en in 1317 ontstond bij een verdere deling de lijn Leiningen-Hardenburg. Het kasteel werd in de 16e en 17e eeuw tot een sterke vesting uitgebouwd, en doorstond  zowel de Dertigjarige Oorlog (1618-1648) als de  Negenjarige Oorlog (1688-1697). De graven van Leiningen resideerden van het midden van de 16e eeuw tot 1725 in het slot, en verhuisden toen naar een nieuw kasteel in Bad Dürkheim zelf.
De burcht werd in 1794 door revolutionaire Franse troepen in brand gestoken en verviel tot een ruïne.

## Huidige toestand en gebruik van het kasteel

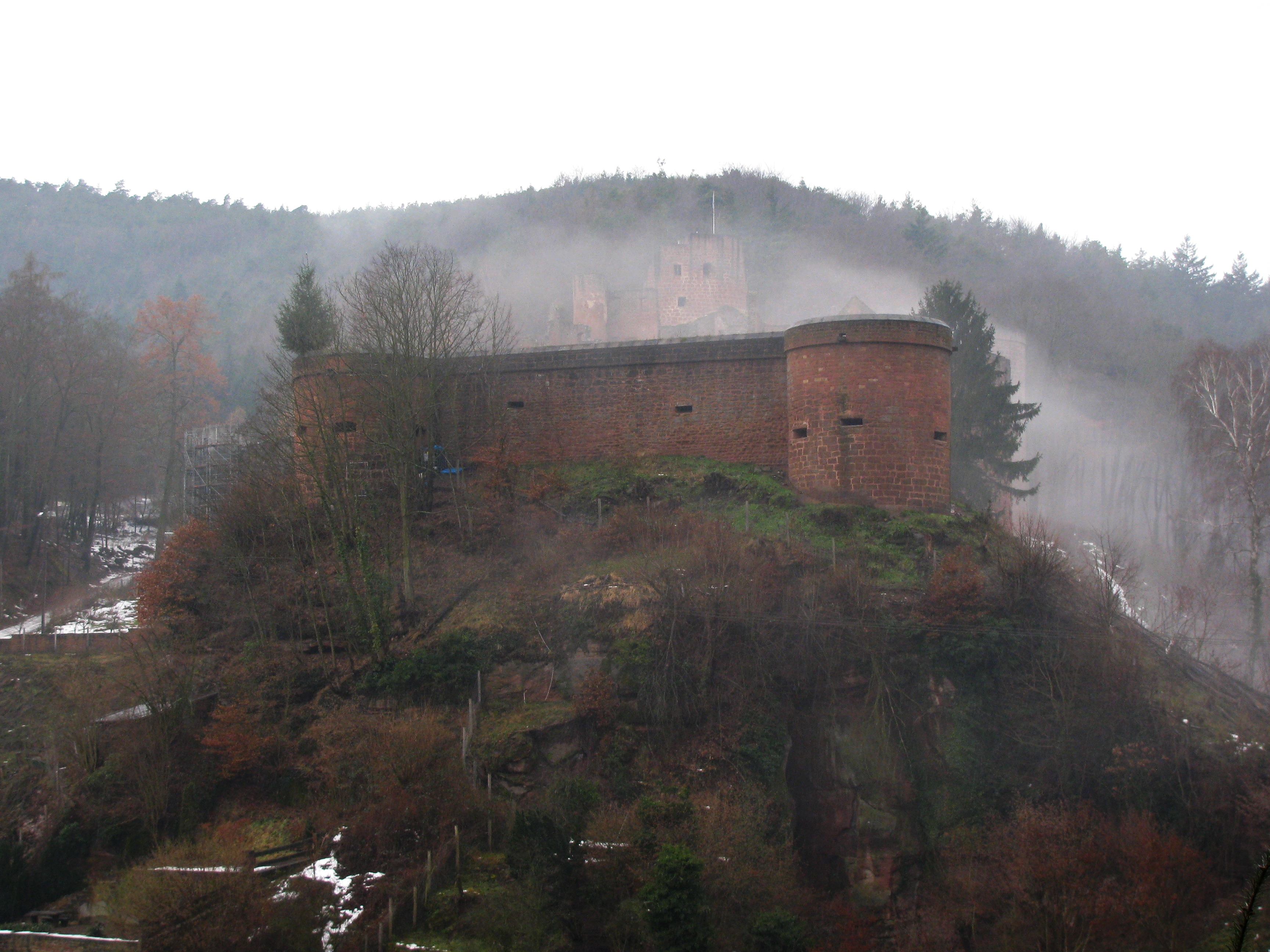
Aan de oostkant is de Hardenburg deels goed bewaard gebleven
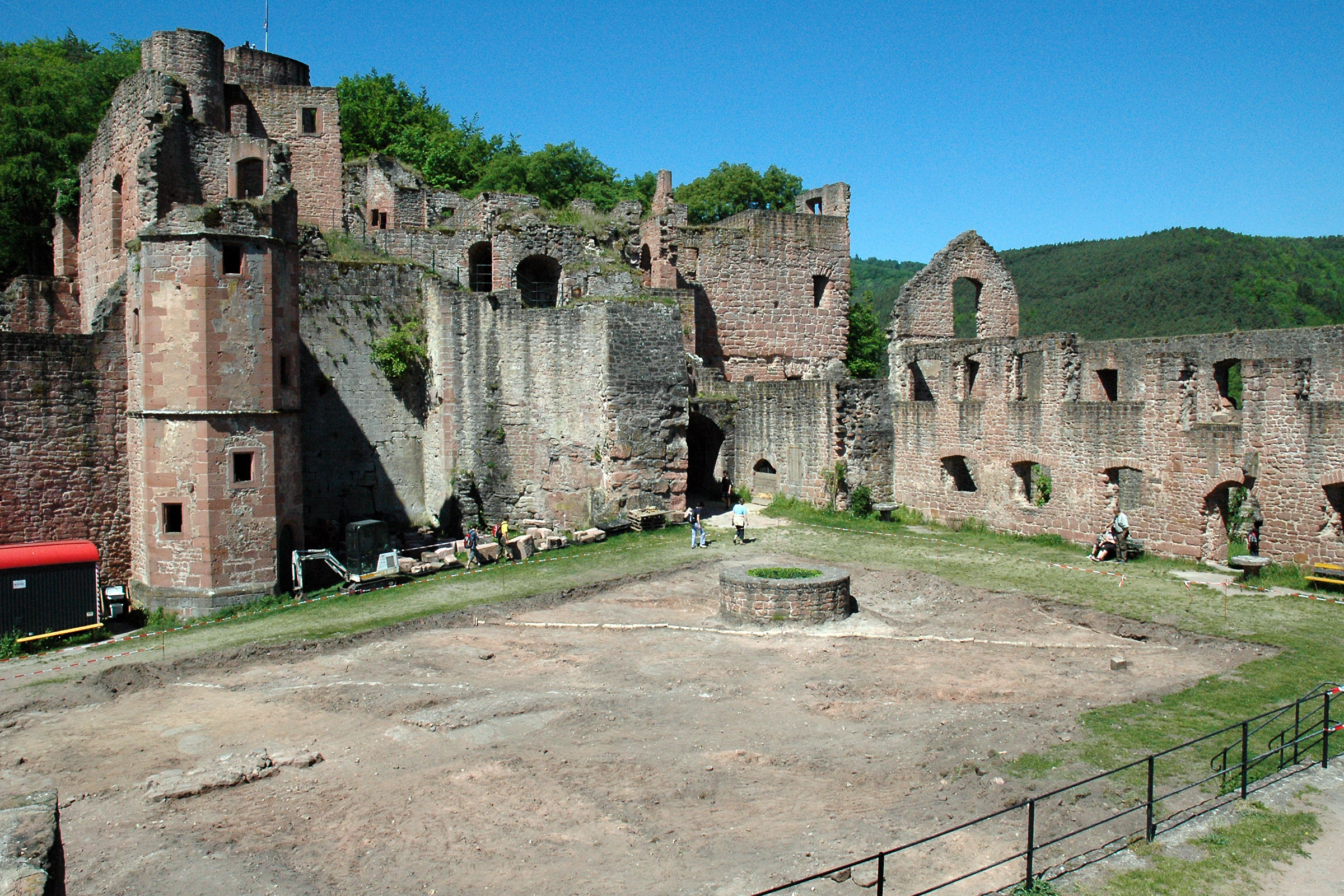
Binnenplaats
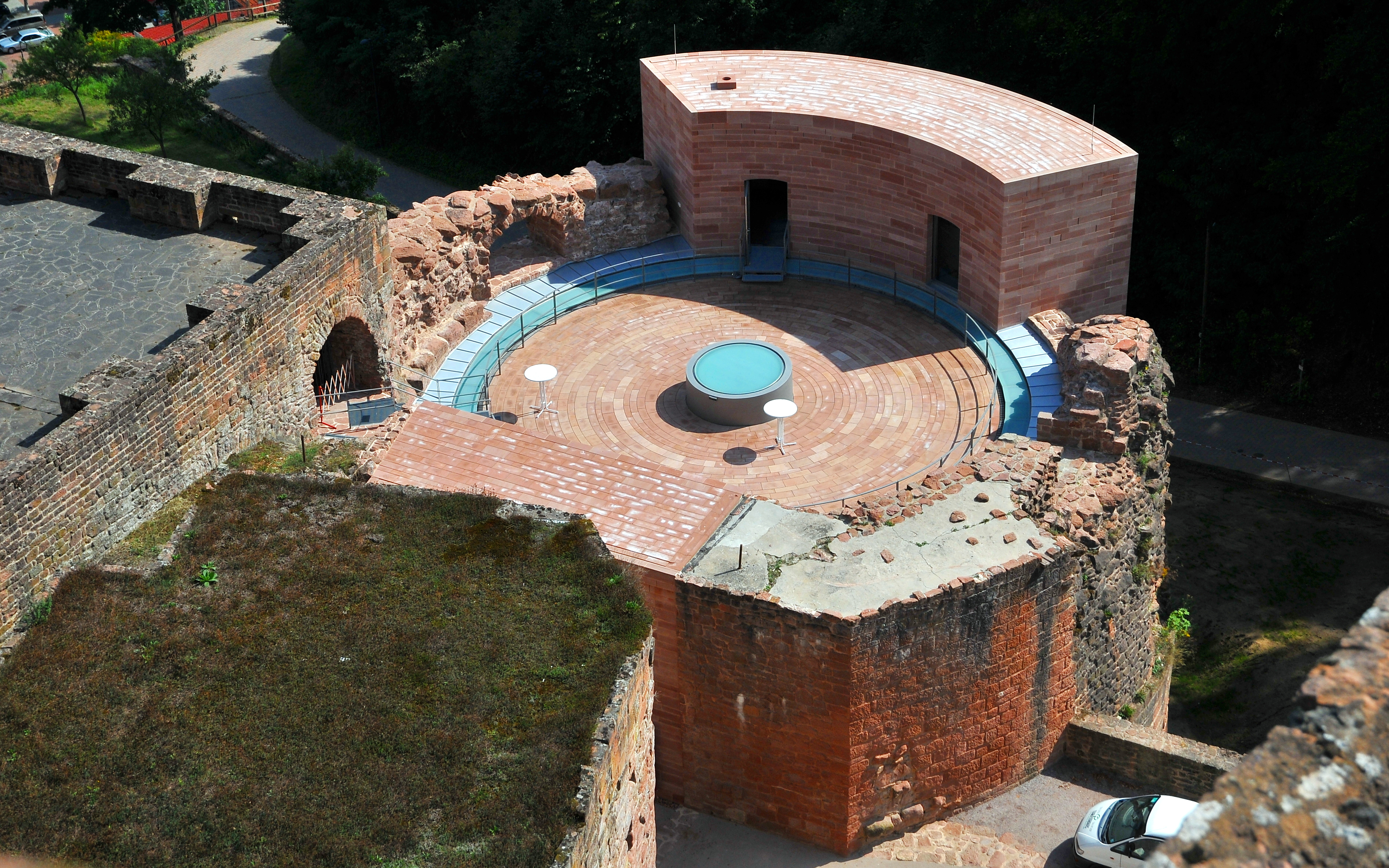
Modern bezoekerscentrum

De vrij toegankelijke ruïne, die al sedert de 19e eeuw als zodanig een beschermde monumentenstatus bezit, is voorzien van een in 2012 gebouwd bezoekerscentrum met klein museum, en een uitzichtplatform. Op de binnenplaats vinden van tijd tot tijd muziekuitvoeringen plaats, waaronder rockconcerten.

## Het plaatsje Hardenburg

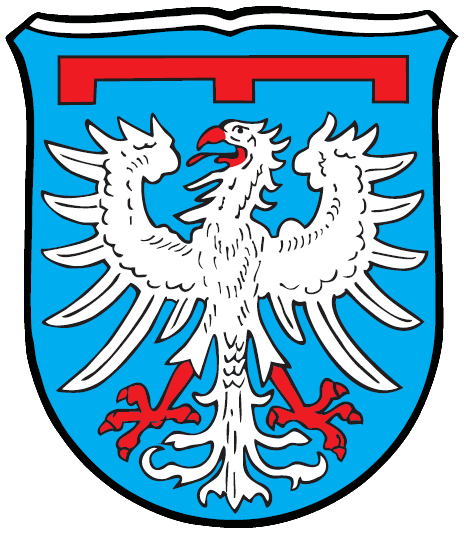
Dorpswapen van Hardenburg
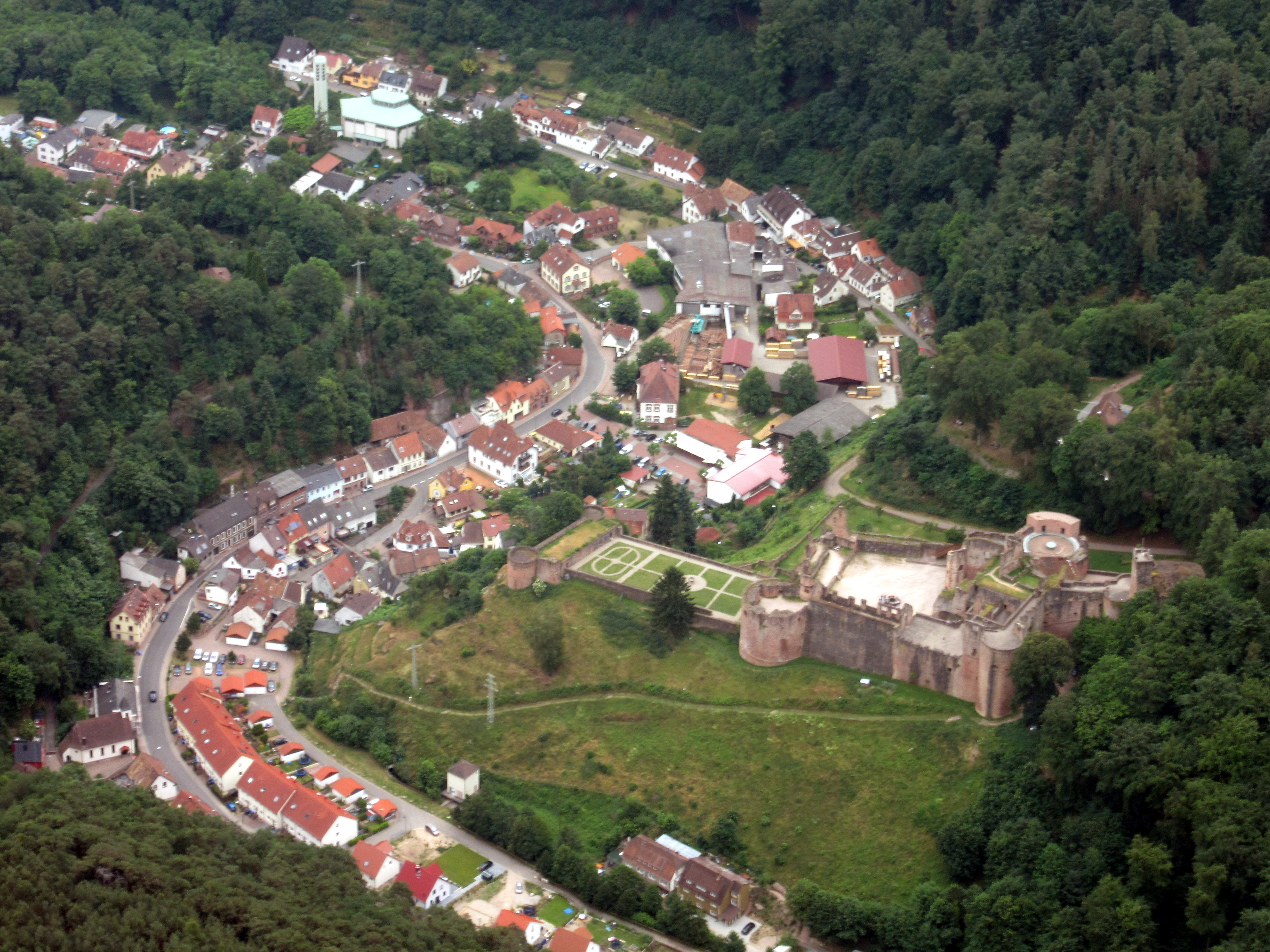
Luchtfoto (2017) van kasteel en dorp Hardenburg, ten westen van Bad Dürkheim
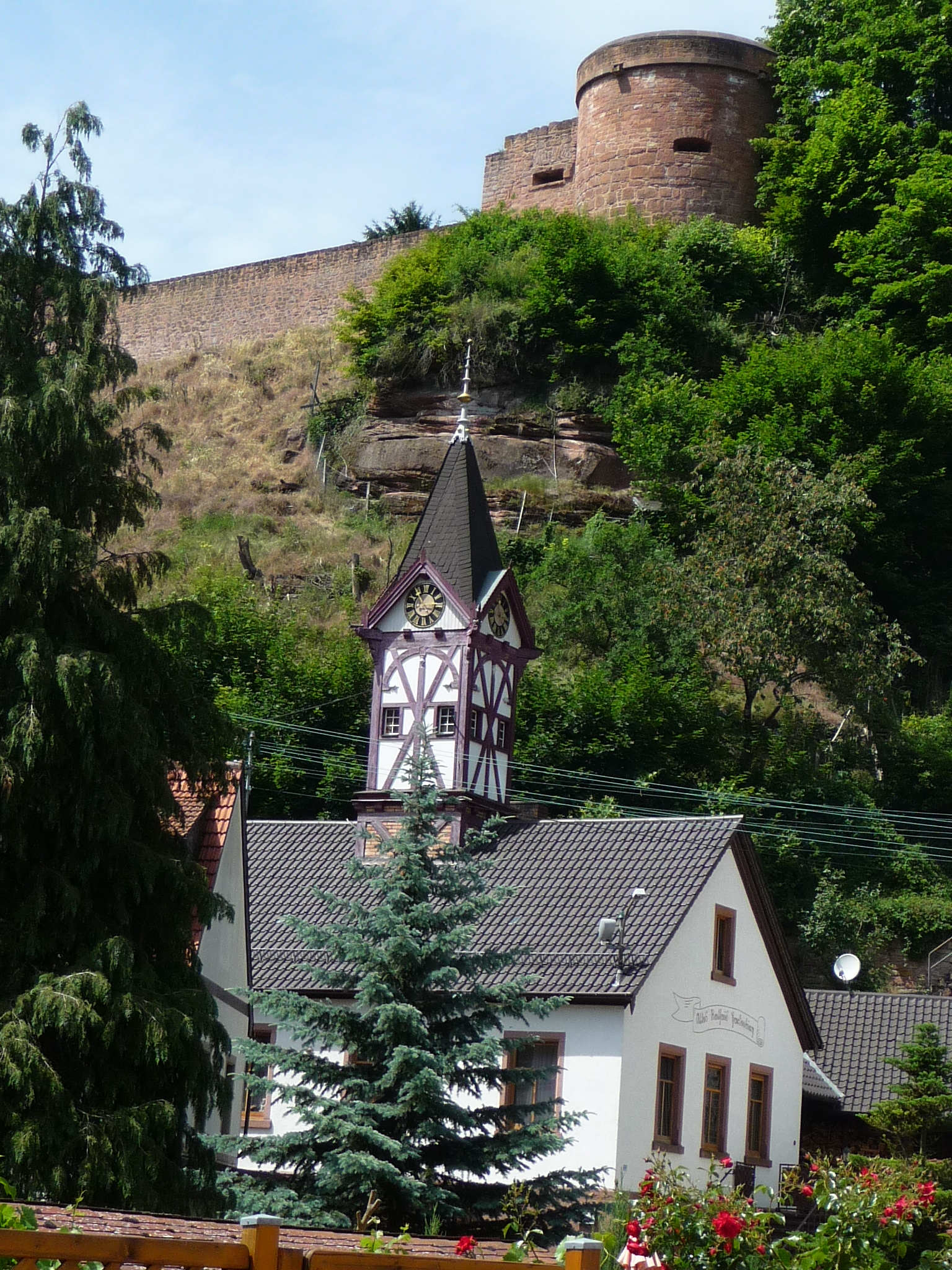
Voormalig gemeentehuis
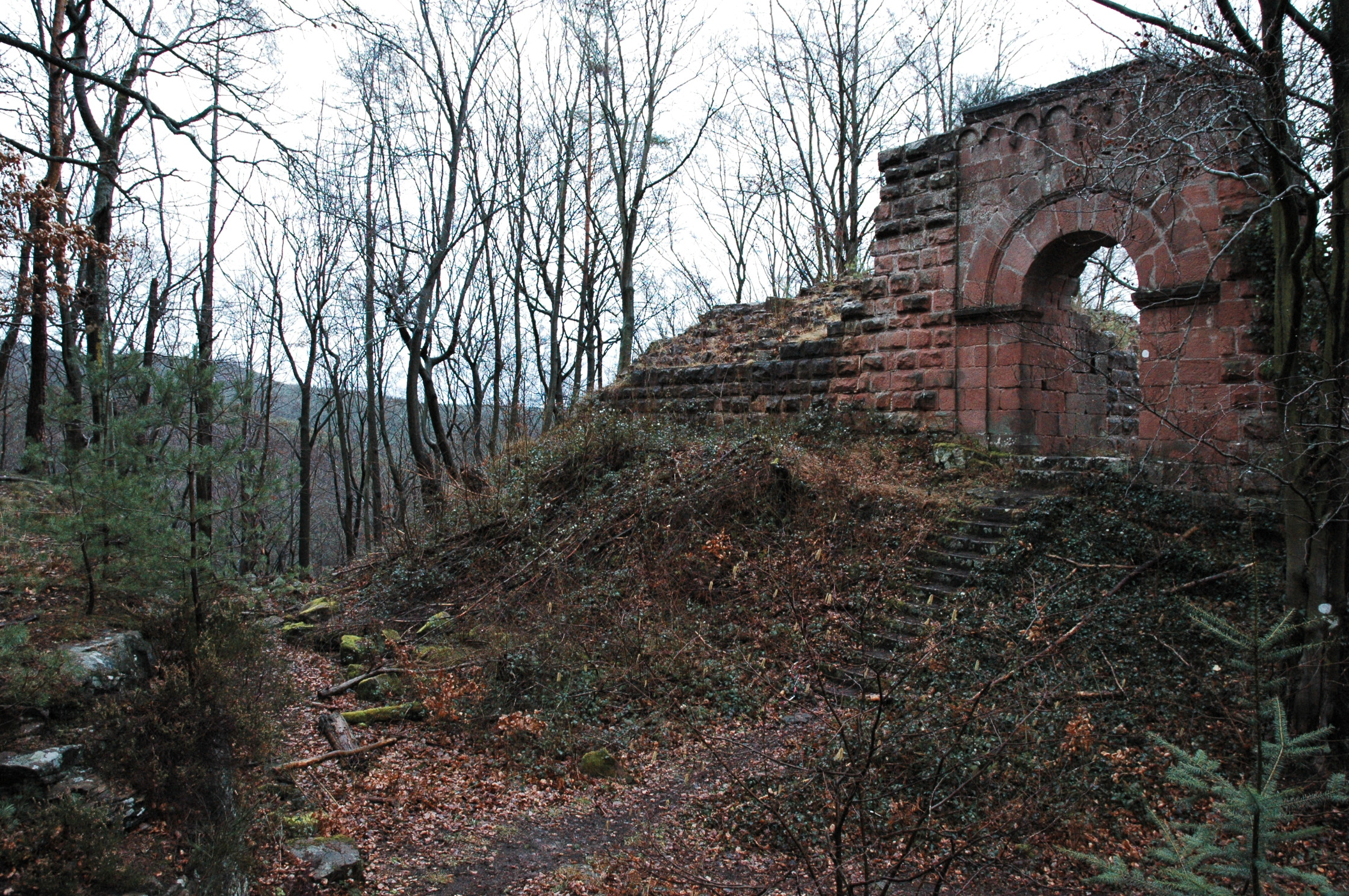
Ruïne Schlosseck
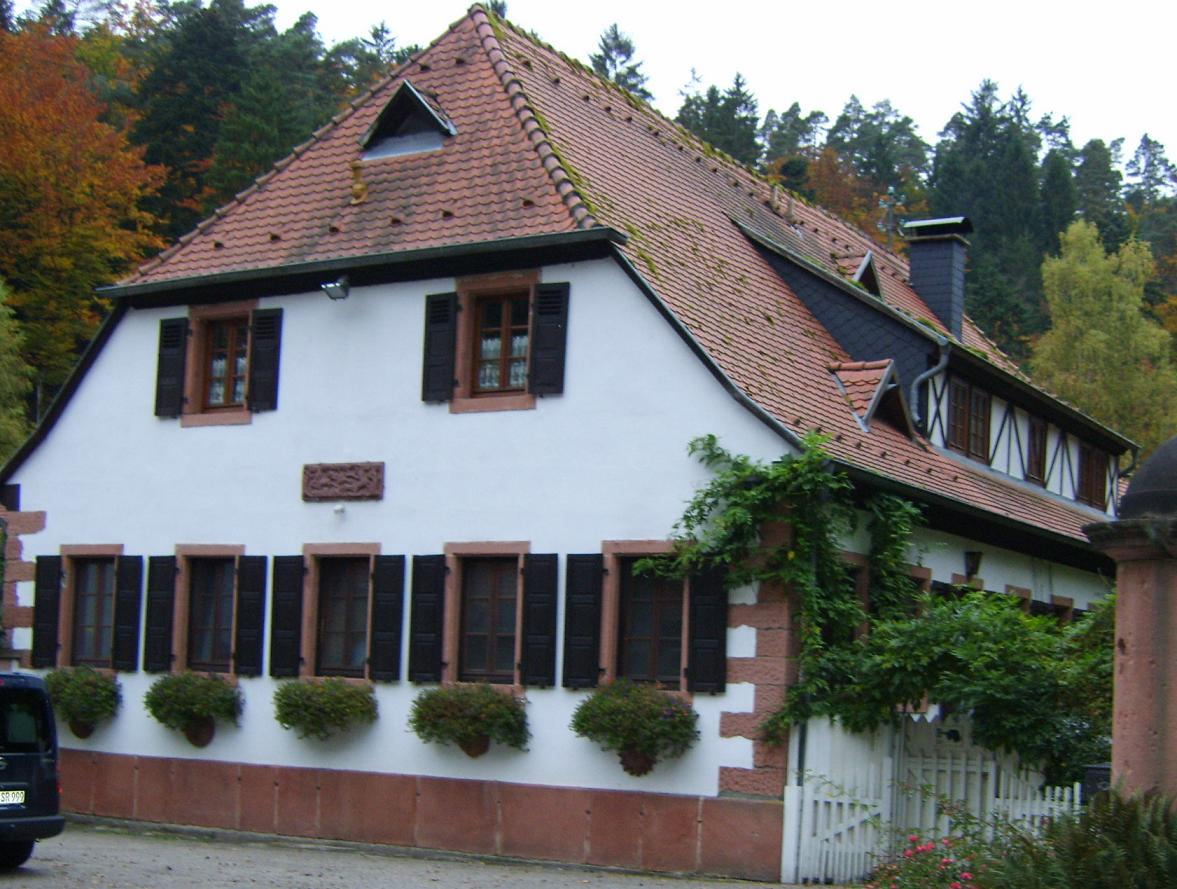
Boswachtershuis (Forsthaus) Jägerthal
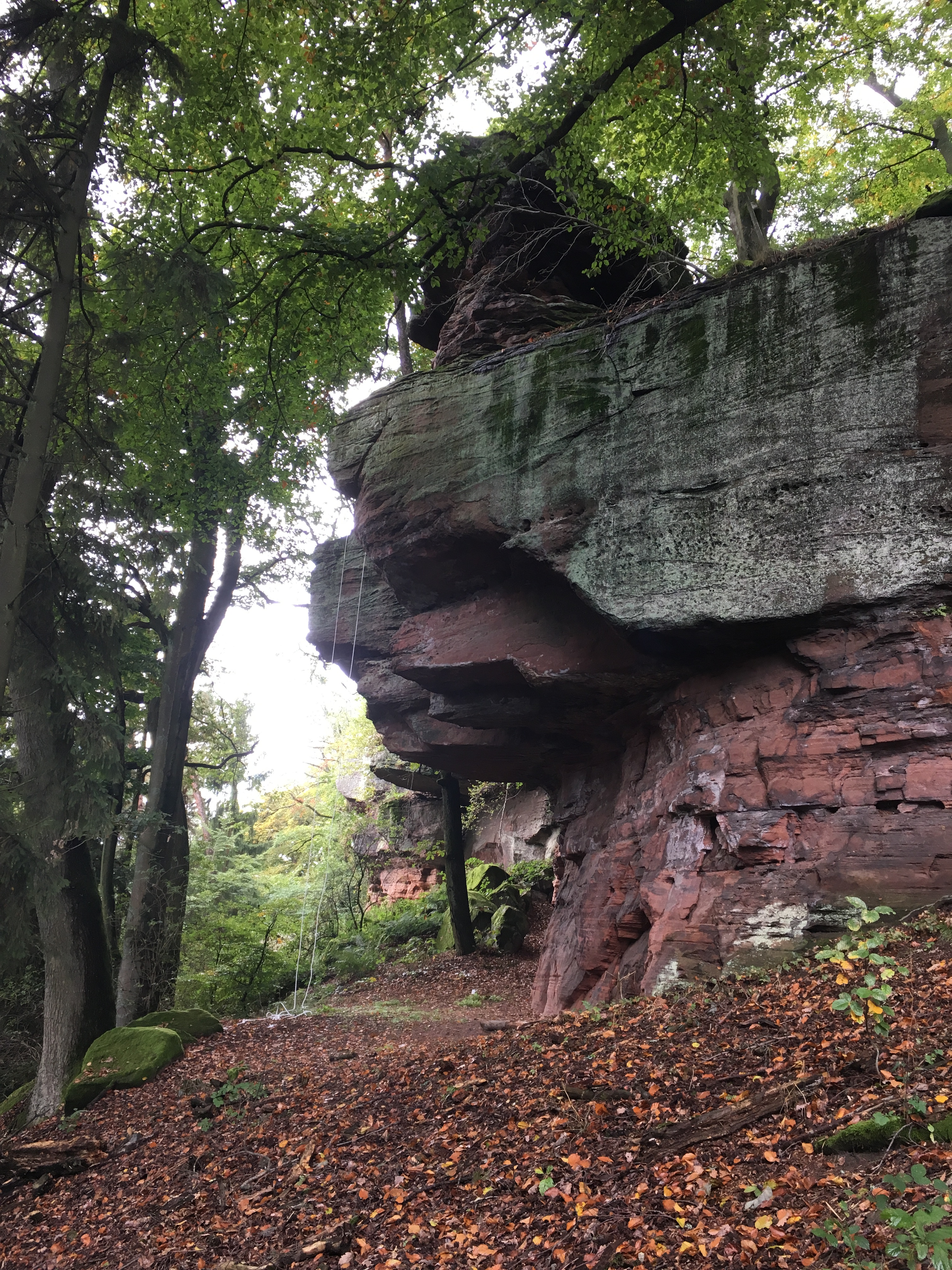
De 517 m hoge heuvel Rahnfels